# The Ride
The Ride é o sexto álbum de estúdio da cantora luso-canadense Nelly Furtado. Foi lançado em 31 de março de 2017 pela própria gravadora de Furtado, a Nelstar Music. Este é o segundo álbum independente de Furtado, após Mi plan, de 2009.

## Composição
Em entrevista a Billboard, Furtado descreveu "The Ride", como um ‘álbum da ressaca’: a festa foi divertida, mas você chega ao chão e acorda no dia seguinte se sentindo meio bacana, mas tem algo para lidar. Todas as músicas falam sobre isso”. Há uma música chamada ‘Carnival Games’ sendo sobre gastar dinheiro em um parque de diversões e ganhar um monte de bichos de pelúcia, mas você nunca saberá de verdade o que é ganhar porque você não tirou tempo para buscar a real felicidade. Em ‘Palaces”, a mesma coisa, quando você está procurando por esta terra perfeita e depois e tudo desmorona. ‘Pipe Dreams’ também. Estava no Quênia quando escrevi a música. Fala basicamente para você não ser artificial comigo e isso pode servir para amizade, amores ou qualquer coisa. Não quero sua versão falsa, quero o que é você é de verdade”.

## Desempenho Comercial
O álbum alcançou a 76.ª posição no Canadá, e também alcançou o top 100 na Alemanha e Suíça. Não chegou às paradas do UK Albums Chart, mas alcançou a posição 81 no UK Album Sales Chart. Ele também não entrou nas paradas da Billboard 200 dos Estados Unidos, tornando-se o primeiro álbum de estúdio de Furtado a não entrar na parada, mas atingiu o pico de número 25 na parada de álbuns independentes. Ele vendeu apenas 1.814 cópias em sua primeira semana nos Estados Unidos.

## Alinhamento de faixas
| Edição Padrão  |                     |                                                                       |                  |         |  |
| N.º            | Título              | Compositor(es)                                                        | Produtor(es)     | Duração |  |
| 1.             | "Cold Hard Truth"   | Nelly Furtado John Congleton                                          | Congleton        | 2:54    |  |
| 2.             | "Flatline"          | Furtado Congleton                                                     | Congleton        | 3:21    |  |
| 3.             | "Carnival Games"    | Furtado                                                               | Congleton        | 4:17    |  |
| 4.             | "Live"              | Furtado Congleton                                                     | Congleton        | 4:03    |  |
| 5.             | "Paris Sun"         | Furtado Congleton                                                     | Congleton        | 3:29    |  |
| 6.             | "Sticks and Stones" | Mark Taylor Patrick Mascall Jamie Scott Arlissa Joann Ruppert Furtado | Congleton Taylor | 3:34    |  |
| 7.             | "Magic"             | Furtado Congleton                                                     | Congleton        | 4:02    |  |
| 8.             | "Pipe Dreams"       | Furtado Congleton                                                     | Congleton        | 4:23    |  |
| 9.             | "Palaces"           | Furtado Congleton                                                     | Congleton        | 3:31    |  |
| 10.            | "Tap Dancing"       | Furtado Liz Rose Natalie Hemby                                        | Congleton        | 4:10    |  |
| 11.            | "Right Road"        | Furtado Congleton                                                     | Congleton        | 3:28    |  |
| 12.            | "Phoenix"           | Furtado Paul Barry Taylor                                             | Congleton        | 4:25    |  |
| Duração total: | Duração total:      | Duração total:                                                        | Duração total:   | 45:37   |  |

| Versão Vinil Faixas Bônus |                    |                                |                |         |  |
| N.º                       | Título             | Compositor(es)                 | Produtor(es)   | Duração |  |
| 13.                       | "Islands of Me"    | Furtado Congleton              | Congleton      | 3:42    |  |
| 14.                       | "Bliss"            | Furtado Taylor Barry           | Congleton      | 3:19    |  |
| 15.                       | "Behind Your Back" | Furtado Congleton Bobby Sparks | Congleton      | 3:47    |  |
| Duração total:            | Duração total:     | Duração total:                 | Duração total: | 58:25   |  |

## Posição nas paradas de sucesso
| Parada (2017)                                   | Melhor posição |
| ----------------------------------------------- | -------------- |
| Alemanha - German Albums Chart                  | 65             |
| Bélgica - Belgian Albums Chart (Wallonia)       | 141            |
| Canadá - Canadian Albums Chart                  | 76             |
| Itália - Italian Albums Chart                   | 66             |
| Reino Unido - (UK Albuns Sales)(OCC)            | 81             |
| Reino Unido - UK independent Albuns (OCC)       | 14             |
| Reino Unido - UK independent Albuns (Billboard) | 14             |
| Suíça - Schweizer Hitparade                     | 41             |

## Histórico de lançamento
| Região         | Data                | Formato                     | Gravadora    |
| -------------- | ------------------- | --------------------------- | ------------ |
| Várias         | 31 de Março de 2017 | Download digital, streaming | Nelstar      |
| Alemanha       | 31 de Março de 2017 | CD, LP                      | Eleven Seven |
| Reino Unido    | 31 de Março de 2017 | CD, LP                      | Eleven Seven |
| Estados Unidos | 31 de Março de 2017 | CD, LP                      | Nelstar      |